# Saint-Julien-en-Genevois
Saint-Julien-en-Genevois je naselje in občina v vzhodni francoski regiji Rona-Alpe, podprefektura departmaja Zgornja Savoja. Leta 1999 je naselje imelo 9.150 prebivalcev. 

## Geografija
Kraj leži v Savoji ob meji s Švico, 30 km severno od Annecyja, 10 km od središča Ženeve.

## Administracija
Saint-Julien-en-Genevois je sedež istoimenskega kantona, v katerega so poleg njegove vključene še občine Archamps, Beaumont, Bossey, Chênex, Chevrier, Collonges-sous-Salève, Dingy-en-Vuache, Feigères, Jonzier-Épagny, Neydens, Présilly, Savigny, Valleiry, Vers, Viry in Vulbens s 27.050 prebivalci.
Naselje je prav tako sedež okrožja, v katerem se nahajajo kantoni Annemasse-Jug/Sever, Cruseilles, Frangy, Reignier, Saint-Julien-en-Genevois in Seyssel s 130.874 prebivalci.